# آزیتا موگویی
آزیتا موگویی کارگردان، فیلم‌نامه‌نویس و تهیه‌کننده و منشی صحنه و مجری طرح و مدیر تولید فیلم ایرانی است.

## زندگی
آزیتا موگویی در اول آذر ۱۳۴۴ در تهران متولد شد. وی فعالیت حرفه‌ای خود را در سینما از سال ۱۳۶۶ آغاز کرد و همان‌طور که خودش هم می‌گوید از همان ابتدا وارد جریان تولید در سینمای حرفه‌ای و به‌اصطلاح بدنه شد. مدتی به عنوان منشی صحنه، طراح صحنه، دستیار، برنامه‌ریز و… در سینما فعالیت داشت و در یک دههٔ اخیر هم فقط در بخش تولید و تهیه‌کنندگیِ اجرایی فعالیت داشته‌است. مدیر تولید فیلم فرزند چهارم پیش از این در پروژه‌های سینمایی دیگری همچون پسر آدم، دختر حوا رامبد جوان و انعکاس رضا کریمی و… مسئولیت تولید را برعهده داشته، اما کارش در فرزند چهارم از این جهت قابل توجه‌تر است که این فیلم بیش از هر چیز بر خصوصیات اجرایی و شرایط تولیدش متکی است.

وی سال ۱۳۹۲ با ساخت فیلم تراژدی بر اساس فیلم‌نامه‌ای به قلم رضا کریمی نخستین تجربه کارگردانی خود را در کارنامه فعالیت‌هایش هنری‌اش ثبت که با موفقیت‌های متعددی روبرو شد. موگویی توانست برای فیلم تراژدی در سی و دومین دوره جشنواره فیلم فجر در بخش نگاه نو بهترین کارگردانی نامزد شود.

دومین اثر ساخته‌شدهٔ وی به عنوان کارگردان، ایده اصلی نام داشت که علاوه بر کارگردانی، تهیه‌کنندگی این فیلم را هم به عهده داشت. ایده اصلی در سی و هفتمین دوره جشنواره فیلم فجر در بخش مسابقه سینمای ایران (سودای سیمرغ) حضور داشت.

## آثار

### سینما

#### مجموعه اول
| سال تولید | عنوان فیلم          | کارگردان | تهیه‌کننده | کارگردان فیلم#دستیار کارگردان | مدیر تولید | مجری طرح | برنامه‌ریز | دستیار اول کارگردان |
| ۱۳۹۷      | ایده اصلی           | آری      | آری       |                               |            |          |           |                     |
| ۱۳۹۴      | وقتی برگشتم…        |          |           |                               | آری        | آری      |           |                     |
| ۱۳۹۳      | حکایت عاشقی         |          |           |                               |            | آری      |           |                     |
| ۱۳۹۲      | تراژدی              | آری      |           |                               |            |          |           |                     |
| ۱۳۹۱      | فرزند چهارم         |          |           |                               | آری        |          |           |                     |
| ۱۳۸۸      | آدم‌کش (فیلم ۱۳۸۸)   |          |           |                               | آری        | آری      |           |                     |
| ۱۳۸۷      | انعکاس (فیلم)       |          |           |                               | آری        | آری      |           |                     |
| ۱۳۸۷      | پسر آدم، دختر حوا   |          |           |                               | آری        | آری      |           |                     |
| ۱۳۸۶      | زن دوم              |          |           |                               |            |          | آری       | آری                 |
| ۱۳۸۵      | عاشق (فیلم ۱۳۸۵)    |          |           |                               |            |          | آری       | آری                 |
| ۱۳۸۳      | رازها               |          |           | آری                           |            |          | آری       |                     |
| ۱۳۸۲      | شکلات (فیلم ۱۳۸۲)   |          |           | آری                           |            |          | آری       |                     |
| ۱۳۷۹      | هزاران زن مثل من    |          |           | آری                           |            |          | آری       |                     |
| ۱۳۷۸      | دست‌های آلوده (فیلم) |          |           | آری                           |            |          |           |                     |
| ۱۳۷۷      | عشق + ۲             |          |           | آری                           |            |          | آری       |                     |
| ۱۳۷۶      | ساغر (فیلم)         |          |           | آری                           |            |          |           |                     |
| --------- | ------------------- | -------- | --------- | ----------------------------- | ---------- | -------- | --------- | ------------------- |

#### مجموعه دوم
| سال تولید | عنوان فیلم                  | فیلم‌نامه‌نویس#نویسنده طرح | منشی صحنه | طرح اولیه داستان | طراح صحنه | طراح لباس (فیلم) | تدوین | با تشکر از |
| ۱۳۹۲      | تراژدی                      |                          |           | آری              |           |                  |       |            |
| ۱۳۷۹      | هزاران زن مثل من            | آری                      |           |                  | آری       | آری              |       |            |
| ۱۳۷۴      | چهره (فیلم ۱۳۷۴)            |                          | آری       |                  |           |                  |       |            |
| ۱۳۷۴      | سایه به سایه                |                          |           |                  |           |                  |       | آری        |
| ۱۳۷۲      | هبوط (فیلم)                 |                          | آری       |                  |           | آری              |       |            |
| ۱۳۷۱      | مریم و میتیل                |                          | آری       |                  |           |                  |       |            |
| ۱۳۷۱      | چشم‌هایم برای تو (فیلم ۱۳۷۱) |                          | آری       |                  |           |                  |       |            |
| ۱۳۷۰      | دادستان (فیلم)              |                          | آری       |                  |           |                  |       |            |
| ۱۳۶۹      | حکایت آن مرد خوشبخت         |                          | آری       |                  |           |                  |       |            |
| ۱۳۶۸      | پنجاه و سه نفر (فیلم)       |                          | آری       |                  |           |                  |       |            |
| ۱۳۶۸      | مرگ پلنگ                    |                          | آری       |                  |           |                  |       |            |
| --------- | --------------------------- | ------------------------ | --------- | ---------------- | --------- | ---------------- | ----- | ---------- |